# Женская сборная Испании по волейболу
Женская национальная сборная Испании по волейболу (исп. Selección femenina de voleibol de España) — представляет Испанию на международных соревнованиях по волейболу. Управляющей организацией выступает Испанская королевская федерация волейбола (Real Federación Española de Voleibol — RFEVB).

## История
Волейбол появился в Испании в 1920 году, но серьёзное его развитие в стране началось лишь в конце 1930-х после окончания гражданской войны. В составе Испанской федерации гандбола была образована секция волейбола, в 1950 году перешедшая под патронаж баскетбольной федерации Испании. В 1951 в стране прошёл первый официальный волейбольный турнир — розыгрыш Кубка генералиссимуса среди мужчин. С 1960 проводится подобный турнир и среди женщин.
В 1953 году секция волейбола Испании вступила в ФИВБ. В 1959 образована независимая Испанская королевская федерация волейбола.
Выход женской сборной Испании на международную арену состоялся лишь в 1979 году на проходивших в югославском Сплите Средиземноморских играх. В волейбольном турнире игр испанки одержали одну победу (над Египтом) и потерпели 4 поражения (от Италии, Югославии, Франции и Турции), став в итоге пятыми.
Дебют женской национальной команды Испании в соревнованиях под эгидой международных волейбольных организаций прошёл в сентябре 1982 года и предшествовали ему не совсем обычные обстоятельства. От участия в чемпионате мира в Перу отказалось несколько команд и одно из вакантных мест ФИВБ предоставила сборной Испании, не участвовавшей в чемпионате Европы 1981, по итогам которого осуществлялась европейская квалификация к мировому первенству. Слабо подготовленная команда в 9 проведённых на турнире матчах одержала лишь две победы — над сборными Индонезии и Нигерии — и заняла лишь 20 место среди 23 команд. В последующие годы преодолеть отборочные турниры чемпионатов мира сборной Испании ни разу не удавалось.
С 1983 испанские волейболистки практически регулярно принимают участие в квалификации чемпионатов Европы, но пробиться в основную стадию соревнований они смогли лишь через 22 года.
С целью популяризации волейбола в Испании в преддверии барселонской Олимпиады-92 ФИВБ включила женскую испанскую национальную команду в число участников Кубка мира 1991 года. На этом турнире испанские волейболистки провели 8 матчей и победили лишь раз — сборную Кении. Итогом выступления стало 11-е место.
В качестве команды страны-хозяйки Олимпиады сборная Испании приняла участие в олимпийском волейбольном турнире 1992 года в Барселоне. Среди 8 сборных испанская команда выглядела явным аутсайдером. В первом же матче 29 июля она проиграла сборной СНГ 0:3, а в дальнейшем с тем же счётом и командам Японии, США и Китая.
В послеолимпийские годы интерес к женскому волейболу в Испании значительно вырос. Прежде всего это коснулось клубного волейбола. В Мурсии появилась команда, к середине 1990-х вошедшая в число сильнейших в Европе. Большой вклад в её становление внёс выдающийся российский тренер Николай Карполь, на протяжении нескольких сезонов работавший в ней консультантом. В финале Кубка европейских чемпионов 1995 встретились две его команды — «Уралочка» и «Мурсия». В качестве связующей в «Мурсии» выступала знаменитая российская волейболистка Марина Панкова. С конца 1990-х на протяжении почти 10 лет в число лучших женских команд европейского континента входили два других испанских коллектива, возникших на Канарских островах — «Тенерифе Маричаль» (Ла-Лагуна) и «Отель Кантур» (Лас-Пальмас). И хотя основную роль в них играли иностранные волейболистки, на результатах сборной страны выросший интерес к волейболу тоже постепенно начал сказываться.
18 сентября 2004 года на своей площадке в Альбасете в рамках отборочного турнира чемпионата Европы 2005 сборная Испании одержала сенсационную победу над сборной России со счётом 3:1. После этой победы испанские волейболистки обеспечили себе первое место в своей отборочной группе и впервые квалифицировались в основную стадию европейского континентального первенства.
Дебют сборной Испании на чемпионате Европы, прошедшем в сентябре 2005 года Хорватии, вышел неудачным. Проиграв все 5 матчей своим соперникам по группе, испанки выбыли из дальнейшего розыгрыша.

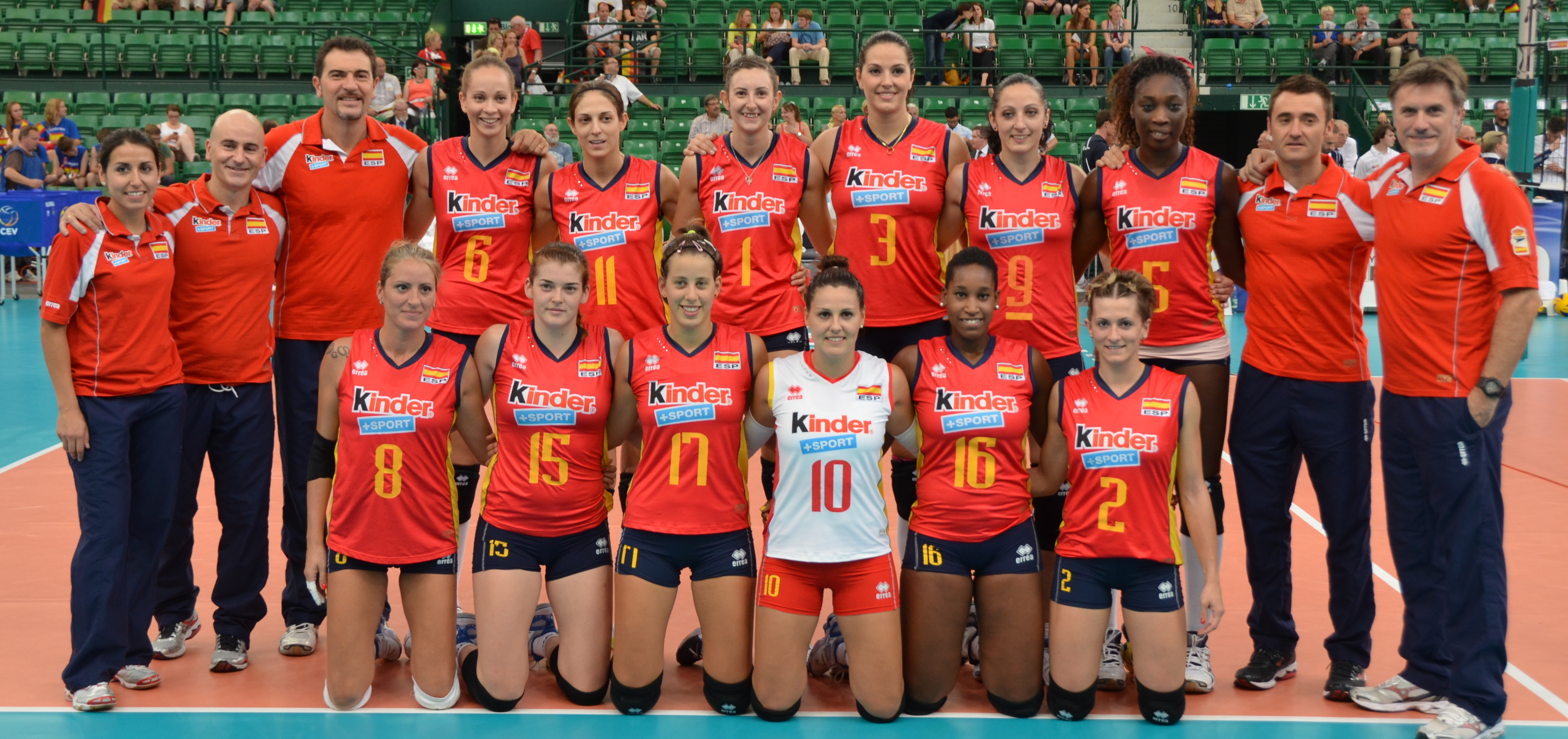
Сборная Испании на чемпионате Европы 2013

В последующие за дебютом годы национальная команда Испании регулярно преодолевала отборочные турниры европейских первенств, но на самих чемпионатах лучшего чего смогли добиться испанки — это войти в десятку на Евро-2009.
После неудачи на чемпионате Европы 2013, где испанские волейболистки показали наихудший результат среди всех команд-участниц, новым главным тренером сборной вместо Франсиско Эрваса назначен его ассистент Паскуаль Саурин.
В 2021 сборная Испания выиграла свои первые медали на официальном международном уровне, став бронзовым призёром Евролиги.

## Результаты выступлений и составы

### Олимпийские игры
В Олимпийских волейбольных турнирах 1964—1988 сборная Испании участия не принимала.
- 1992 — 8-е место
- 1996 — не участвовала
- 2000 — не квалифицировалась
- 2004 — не участвовала
- 2008 — не квалифицировалась
- 2012 — не квалифицировалась
- 2016 — не участвовала
- 2020 — не участвовала
- 2024 — не участвовала

- 1992: Вирхиния Кардона Тапиа, Лаура де ла Торре Тур, Асунсьон Доменек Домингес, Эстела Домингес Сервиньо, Марта Женс Барбера, Инмакулада Гонсалес Касадо, Ольга Мартин Рубио, Кармен Миранда Мартинес, Рита Ораа Ларрасабаль, Мария дель Мар Рей Абад, Инмакулада Торрес Сересо, Ана Мария Тостадо Доминго.

### Чемпионаты мира
В чемпионатах мира 1952—1978 сборная Испании участия не принимала.
- 1982 — 20-е место
- 1986 — не участвовала
- 1990 — не квалифицировалась
- 1994 — не квалифицировалась
- 1998 — не квалифицировалась
- 2002 — не квалифицировалась
- 2006 — не квалифицировалась
- 2010 — не квалифицировалась
- 2014 — не квалифицировалась
- 2018 — не квалифицировалась
- 2022 — не квалифицировалась
- 2025 —

- 1982: Пачи Колома, Конча Дуран, Тереса Лопес, Майте Тейхель, Марта Гальсеран, Мария Анхелес Гарсиа, Рита Ораа Ларрасабаль, Исабель Эрнандес, Кристина Портейль, Кристина Санчес, Пилар Ларриба, Мириам Гордон.

### Кубок мира
В розыгрышах Кубка мира 1973—1989 и с 1995 сборная Испании участия не принимала.
- 1991 — 11-е место

### Чемпионаты Европы
В чемпионатах Европы 1949—1981 сборная Испании участия не принимала.
| - 1983 — не квалифицировалась - 1985 — не квалифицировалась - 1987 — не участвовала - 1989 — не квалифицировалась - 1991 — не квалифицировалась - 1993 — не квалифицировалась - 1995 — не квалифицировалась - 1997 — не квалифицировалась - 1999 — не квалифицировалась - 2001 — не квалифицировалась - 2003 — не квалифицировалась | - 2005 — 11—12-е место - 2007 — 13—16-е место - 2009 — 9—10-е место - 2011 — 9—12-е место - 2013 — 13—16-е место - 2015 — не квалифицировалась - 2017 — не квалифицировалась - 2019 — 9—16-е место - 2021 — 17—20-е место - 2023 — 9—16-е место - 2026 — |

- 2005: Елена Гарсиа Маркес, Мария Тереса Мартин, Сара Перес Медина, Амаранта Фернадес Наварро, Ясмина Эрнандес Рамос, Лусия Параха Рамос, Йоракси Мелеан Альварес, Дженнифер Мендоса Кортиньяс, Сусана Родригес Гонсалес, Сара Гонсалес Леон, Аркиа Эль-Аммари Алонсо, Мария Эстер Лопес Арройо. Тренер — Аурелио Уренья Эспа.
- 2007: Елена Гарсиа Маркес, Даниэла Марин дель Мораль, Мария Исабель Фернандес Конде, Сара Перес Медина, Даниэла Патиньо Гонсалес, Амаранта Фернадес Наварро, Патрисия Аранда Муньос, Диана Кастаньо Сарриас, Лорена Вебер Родригес, Сара Гонсалес Леон, Ребека Пасо Перес, Эстер Родригес Мартин. Тренер — Аурелио Уренья Эспа.
- 2009: Елена Гарсиа Маркес, Ана Рамирес Лоригильо, Ромина Ламас Герен, Ана Мирта Корреа Эстебан, Амаранта Фернандес Наварро, Ясмина Эрнандес Рамос, Сара Эрнандес Падилья, Диана Санчес Гарихо, Лусия Параха Рамос, Мирея Дельгадо Гарсиа, Сара Гонсалес Леон, Аркиа Эль-Аммари Алонсо. Тренер — Гидо Вермёлен.
- 2011: Мария Исабель Фернандес, Елена Эстебан Пинильос, Милагрос Кольяр Нгуэма, Ана Мирта Корреа Эстебан, Амаранта Фернадес Наварро, Диана Санчес Гарихо, Патрисия Аранда Муньос, Диана Кастаньо Сарриас, Сара Эрнандес Падилья, Джессика Риверо Марин, Мирея Дельгадо Гарсиа, Лусия Параха Рамос. Тренер — Гидо Вермёлен.
- 2013: Росио Гомес Лопес, Сильвия Арако Серрано, Мария Исабель Фернандес Конде, Милагрос Кольяр Нгуэма, Ана Мирта Корреа Эстебан, Диана Санчес Гарихо, Патрисия Аранда Муньос, Диана Кастаньо Сарриас, Энкарнасьон Гарсиа Бонилья, Мирея Дельгадо Гарсиа, Джессика Риверо Марин, Мария Сегура Пальерес. Тренер — Франсиско Эрвас Тирада.
- 2019: Айна Бербель Вентура, Мария-Хосе Корраль Боуса, Джессика Риверо Марин, Альба-Мария Санчес Гарсия, Алисия де Блас Химено, София Элисага, Лукресия Кастельяно Энго, Мабель Каро Гарсия, Элия Гонсалес Фернандес, Ариадна Прианте Франсес, Мария Сегура Пальярес, Ана Эскамилья Серрано, Патрисия Льябрес Эррера, Ракель Монтеро Муньос. Тренер — Паскуаль Саурин Кутильяс.
- 2021: Лусия Проль Брунья, Альба-Мария Санчес Гарсия, Лукресия Кастельяно Энго, Кармен Унсуэ Басагойти, Элия Родригес Вильянуэва, Инмакулада Лавадо Фернандес, Каролина Камино Фернандес, Лусия Варела Гомес, Патрисия Льябрес Эррера, Мария Сегура Пальерес, Ана Эскамилья Серрано, Ракель Монторо Муньос, Дения Браво Кулебра, Мария Алехандра Альварес дель Бурго. Тренер — Паскуаль Саурин Кутильяс.

### Евролига
- 2009 — 5—6-е место
- 2010 — 5—6-е место
- 2011 — 7—9-е место
- 2012 — 7—9-е место
- 2013 — не участвовала
- 2014 — 5—6-е место
- 2015 — не участвовала
- 2016 — 5—6-е место
- 2017 — 3—4-е место
- 2018 — 10—12-е место
- 2019 — 4-е место
- 2021 —  3-е место
- 2022 — 7—9-е место
- 2023 — не участвовала
- 2024 — 6-е место
- 2025 — 9-е место

- 2017: Мария-Присила Шелегель Мосегуи, Мария-Хосе Корраль Боуса, Джессика Риверо Марин, Альба-Мария Санчес Гарсия, Анна-Марта Корреа Эстебан, Кристина Санс Каньисо, Патрисия Льябрес Эррера, Мабель Каро Гарсия, Ракель Брюн Форкадель, Элия Гонсалес Фернандес, Милагрос Коллар Нгуэма, Мария Сегура Пальерес, Ана Эскамилья Серрано, Ракель Ласаро Кастельянос, Анна Грима Руис. Тренер — Паскуаль Саурин Кутильяс.
- 2019: Айна Бербель Вентура, Мария-Хосе Корраль Боуса, Мария-Антония Гомила Перельо,Джессика Риверо Марин, Альба-Мария Санчес Гарсия, София Элисага, Мирея Ороско Андреу, Ракель Ласаро Кастельянос, Лукресия Кастельяно Энго, Мабель Каро Гарсия, Элия Гонсалес Фернандес, Ана Эскамилья Серрано, Патрисия Льябрес Эррера, Паола Мартинес Вела, Ракель Монтеро Муньос, Гуадалупе Соль Росель. Тренер — Паскуаль Саурин Кутильяс.
- 2021: Ариадна Прианте Франсес, Лусия Проль Брунья, Альба-Мария Санчес Гарсия, Лукресия Кастельяно Энго, Кармен Унсуэ Басагойти, Карлота Гарсия Конрадо, Ракель Ласаро Кастельянос, Инмакулада Лавадо Фернандес, Лусия Варела Гомес, Мария Сегура Пальерес, Ана Эскамилья Серрано, Ракель Монторо Муньос, Маргалида-Виктория Писа Омар, Дения Браво Кулебра. Тренер — Паскуаль Саурин Кутильяс.

### Средиземноморские игры
- 4-е место — 2022.
- 5-е место — 1979, 1993, 2001, 2005.
- 6-е место — 1991, 2018.

### Кубок весны
Женская сборная Испании дважды становилась призёром (серебряным — в 2001; бронзовым — в 2002) традиционного международного турнира Кубок весны (Spring Cup), который ежегодно (с 1962 для мужских и с 1973 для женских сборных команд) проводился по инициативе федераций волейбола западноевропейских стран.

## Состав
Сборная Испании в соревнованиях 2024 года (Евролига, квалификация чемпионата Европы)
| №     | Имя, фамилия              | Год рождения | Рост | Амплуа      | Клуб                                  |
| ----- | ------------------------- | ------------ | ---- | ----------- | ------------------------------------- |
| 1     | Ариадна Прианте Франсес   | 2002         | 180  | связующая   | «Сталь» Мелец                         |
| 2     | Зои Мавромматис Лопес     | 2005         | 183  | нападающая  | «Аварка де Менорка» Сьюдадела         |
| 4     | Лола Эрнандес ван ден Бош | 2003         | 180  | центральная | «Хайдельберг» Лас-Пальмас             |
| 5     | Паола Мартинес Вела       | 1998         | 182  | нападающая  | «Динамо» Бухарест                     |
| 6     | Алехандра Перес Лопес     | 2004         | 186  | нападающая  | «Ареналь Эмеве» Луго                  |
| 7     | Маргалида Писа Омар       | 2000         | 164  | либеро      | «Тенерифе Либбис Ла-Лагуна» Ла-Лагуна |
| 8     | Карлота Гарсия Конрадо    | 1992         | 189  | центральная | «Альгар Сурменор» Картахена           |
| 9     | Патрисия Аранда Муньос    | 1979         | 179  | связующая   | «Хайдельберг» Лас-Пальмас             |
| 10    | Паула Карпинтеро Гомес    | 1999         | 180  | нападающая  | «Аро Риоха» Аро                       |
| 11    | Хулия де Паула Виана      | 2005         | 188  | нападающая  | «Тюринген» Зуль                       |
| 12    | Лусия Варела Гомес        | 2003         | 197  | центральная | «Альянц-МТВ» Штутгарт                 |
| 13    | Патрисия Льябрес Эррера   | 1996         | 168  | либеро      | «Шверинер-Палмберг» Шверин            |
| 15    | Лусия Проль Брунья        | 1999         | 177  | нападающая  | «Уникаха Андалусия» Дос-Эрманас       |
| 16,33 | Мария Сегура Пальерес     | 1992         | 185  | нападающая  | «Альянц-МТВ» Штутгарт                 |
| 18    | Карла Хименес Руис        | 2002         | 181  | центральная | «Аварка де Менорка» Сьюдадела         |
| 20    | Ракель Монторо Муньос     | 2002         | 183  | нападающая  | «Ареналь Эмеве» Луго                  |
| 22    | Ракель Ласаро Кастельянос | 2000         | 180  | связующая   | «Безье»                               |
| 28    | Каролина Камино Фернандес | 2003         | 179  | нападающая  | «Вандевр-Нанси» Нанси                 |
| 29,16 | Мария Шлегель Мосеги      | 1993         | 184  | нападающая  | «Тырговиште»                          |

- Главный тренер — Паскаль Саурин Кутильяс.
- Тренеры — Артилес Ихиньо, Хосе Пабло Сальерас Гранд.

## Фотогалерея

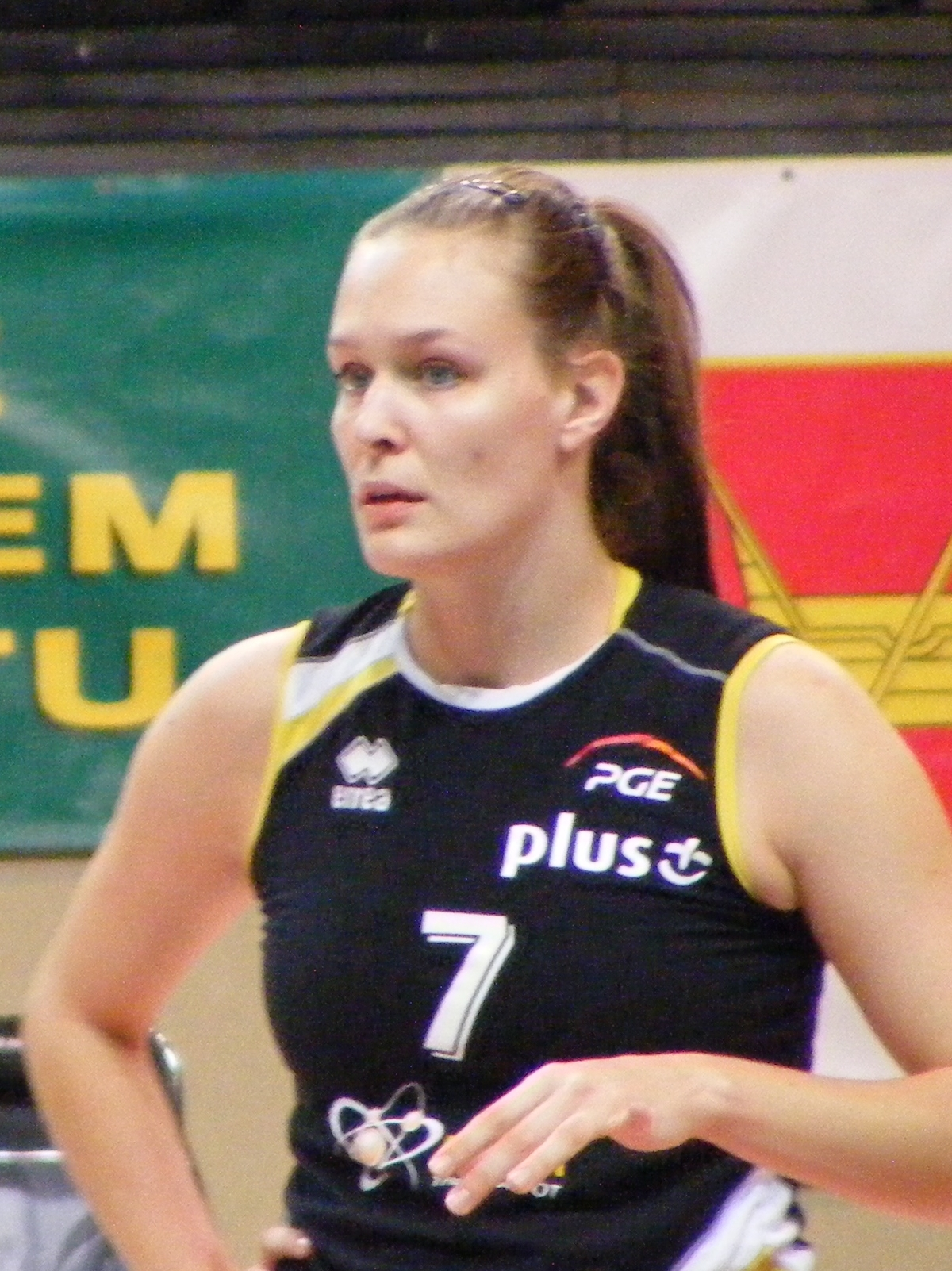
Амаранта Фернандес
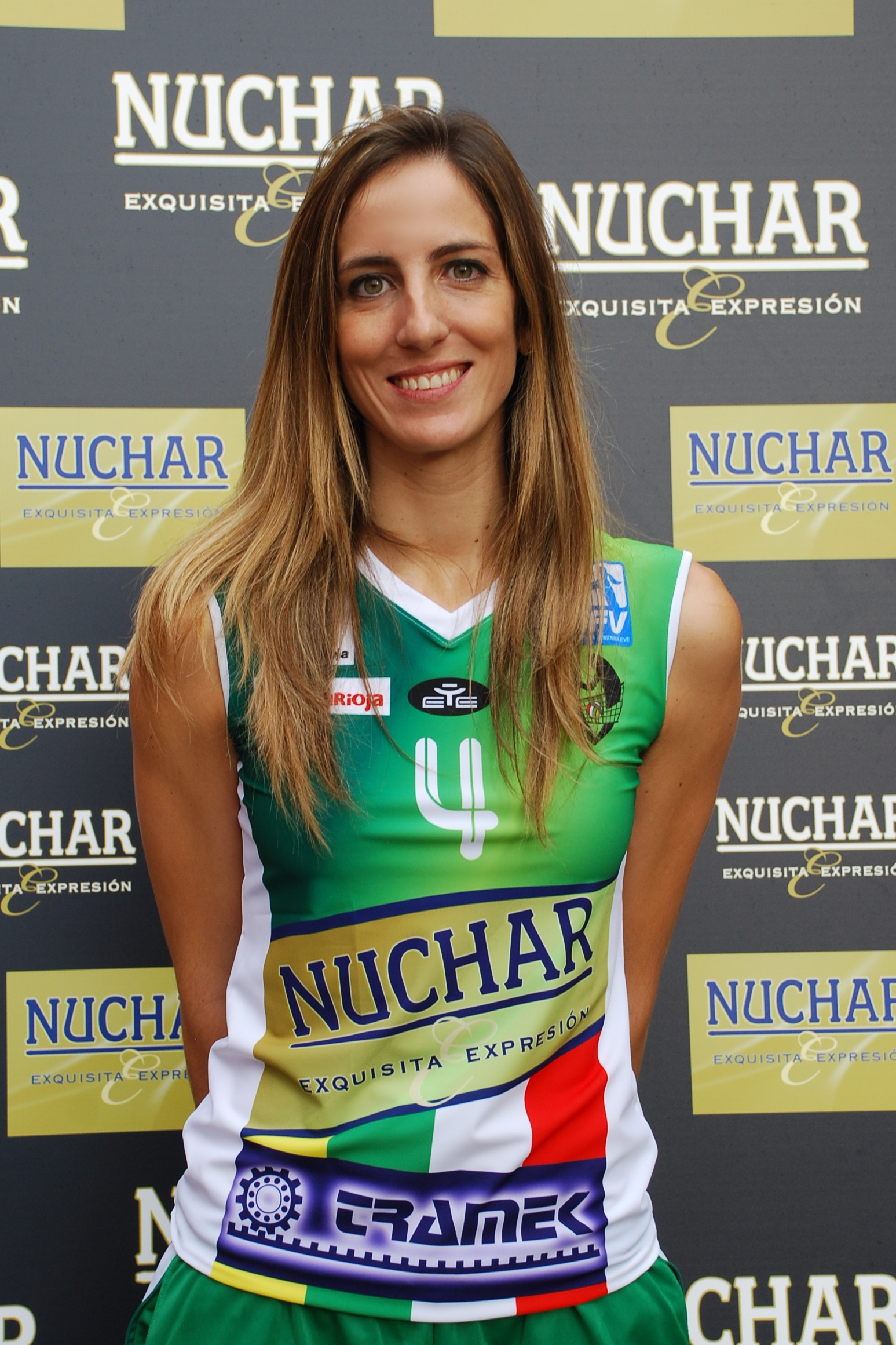
Елена Эстебан
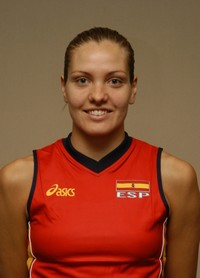
Ясмина Эрнандес
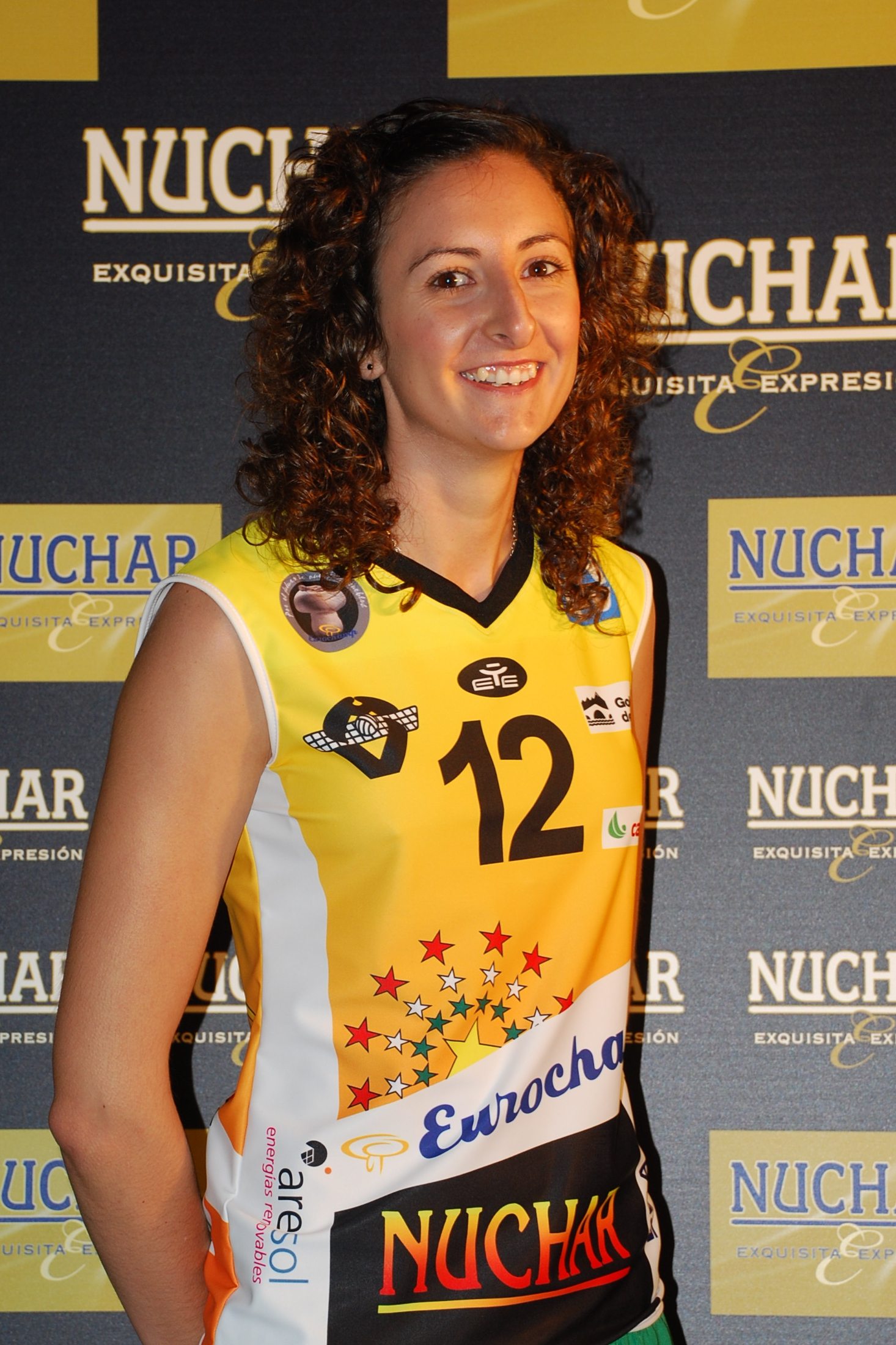
Росио Гомес
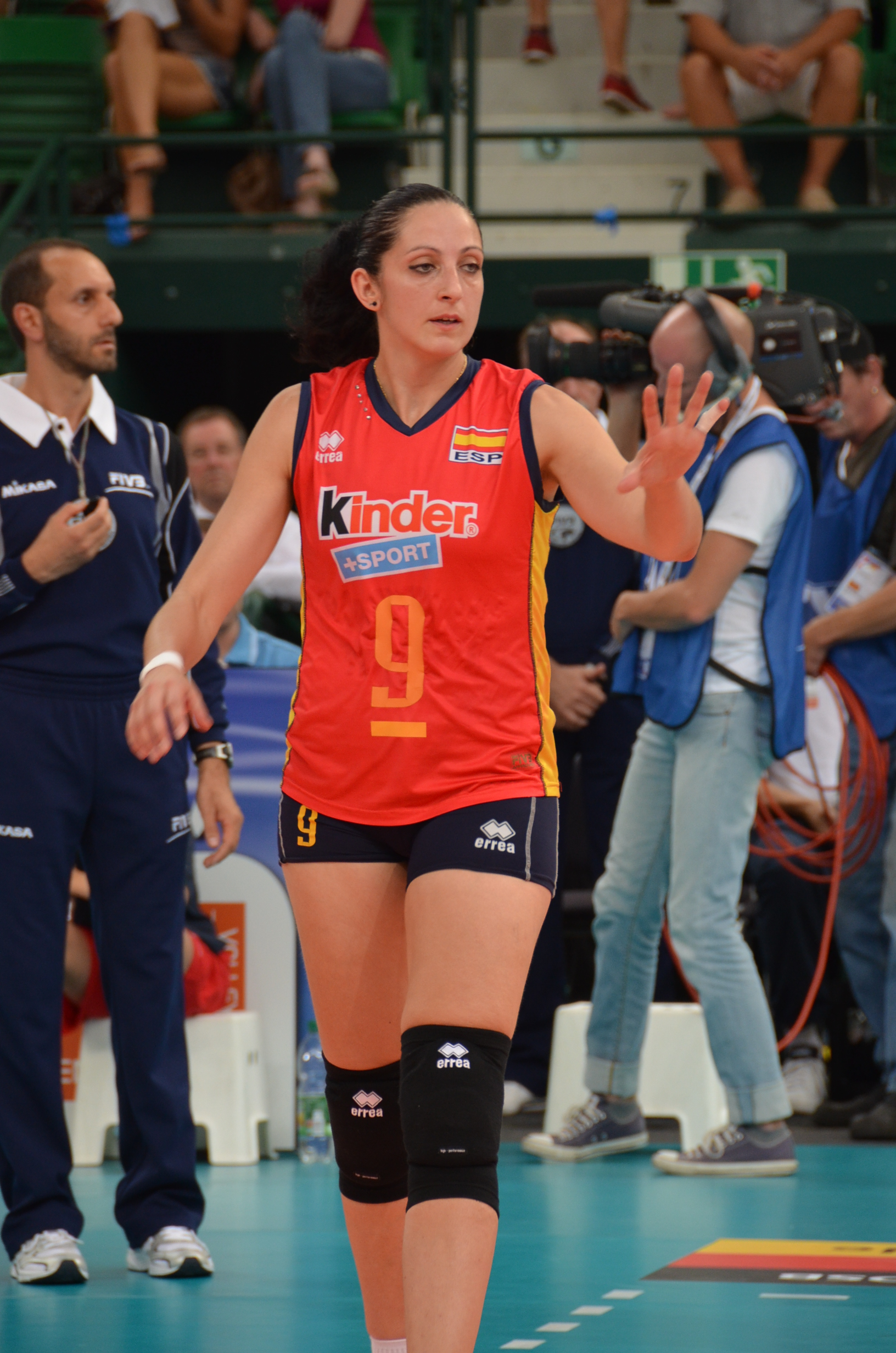
Патрисия Аранда
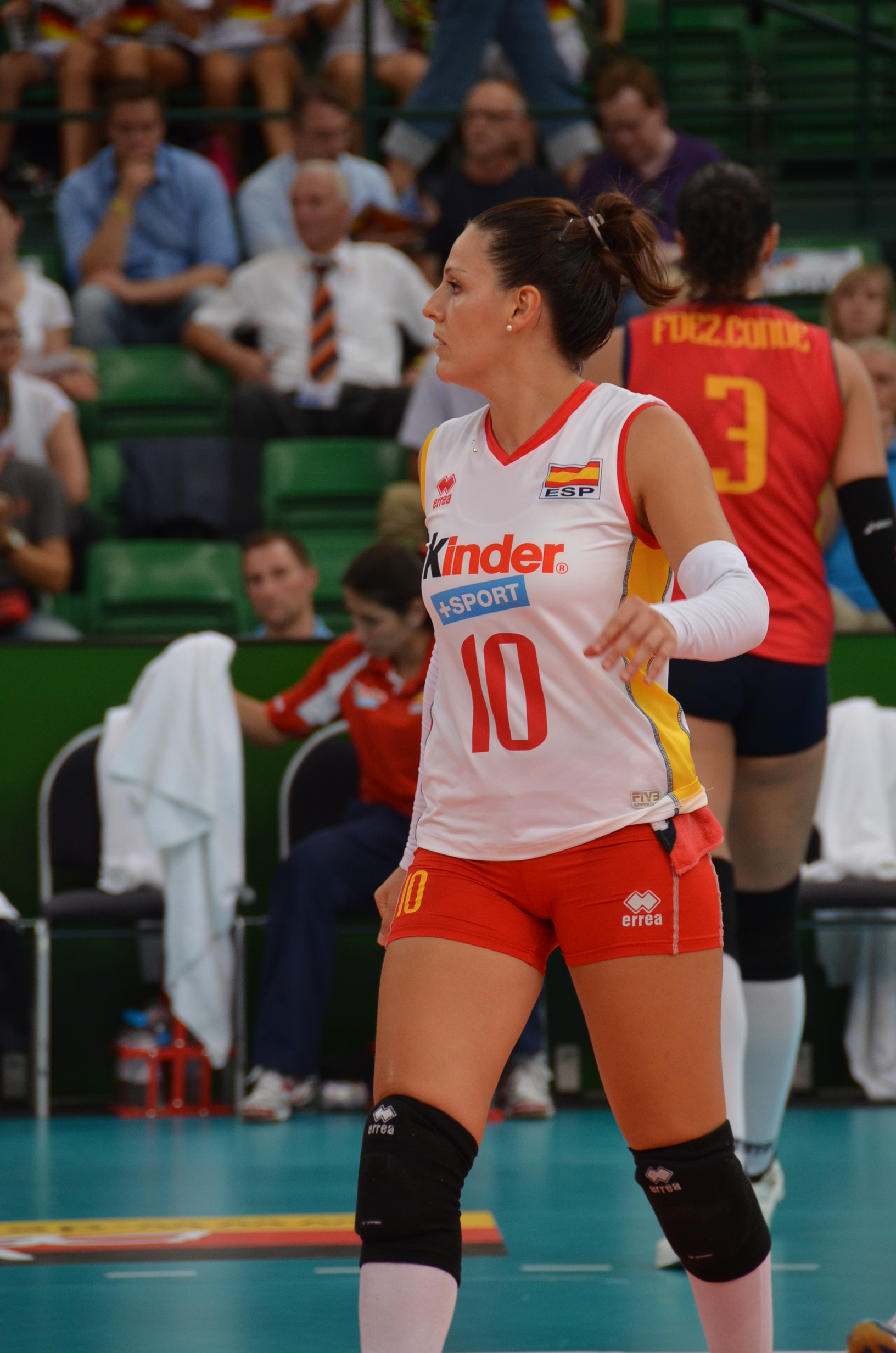
Диана Кастаньо
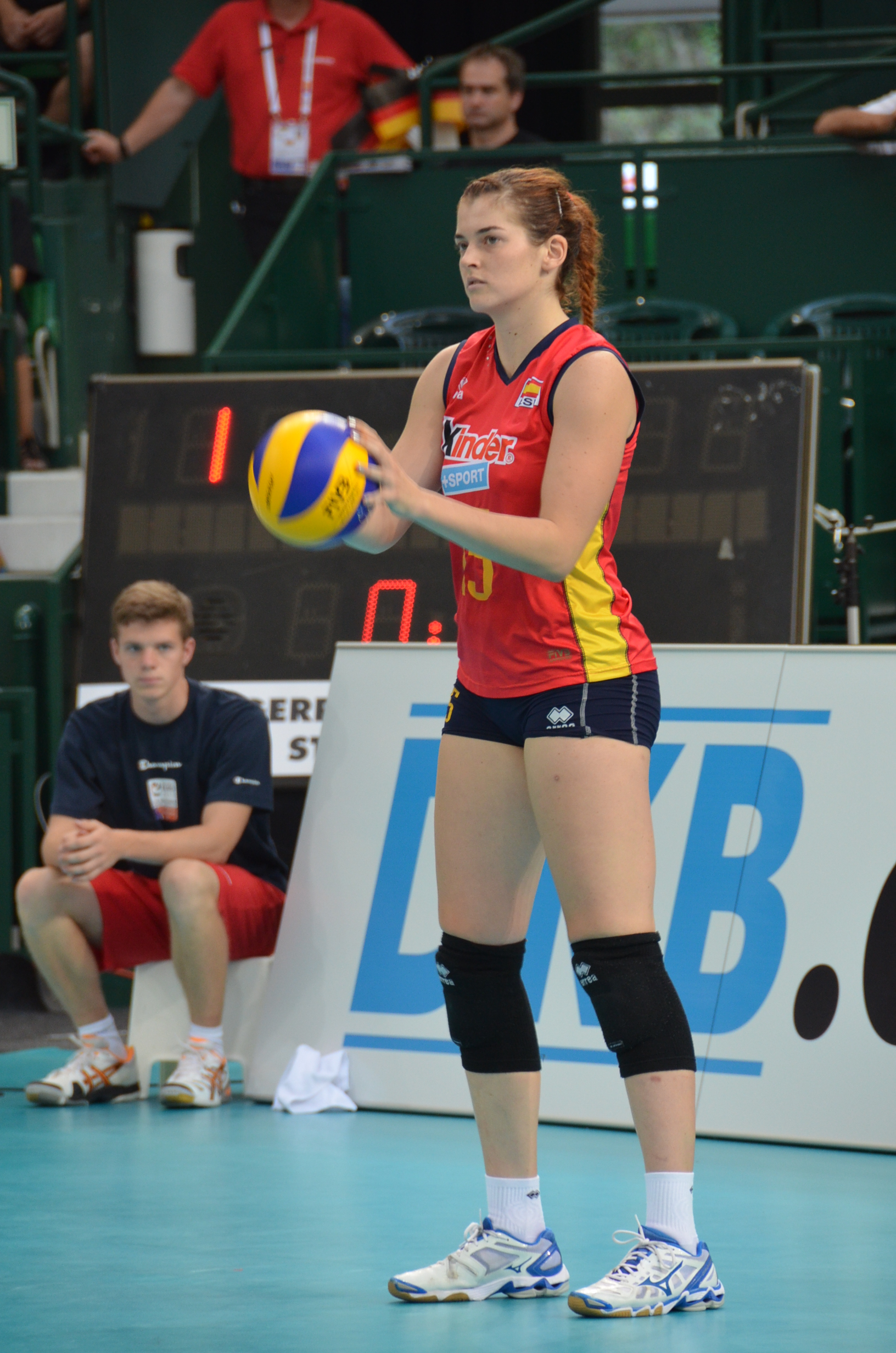
Мирея Дельгадо
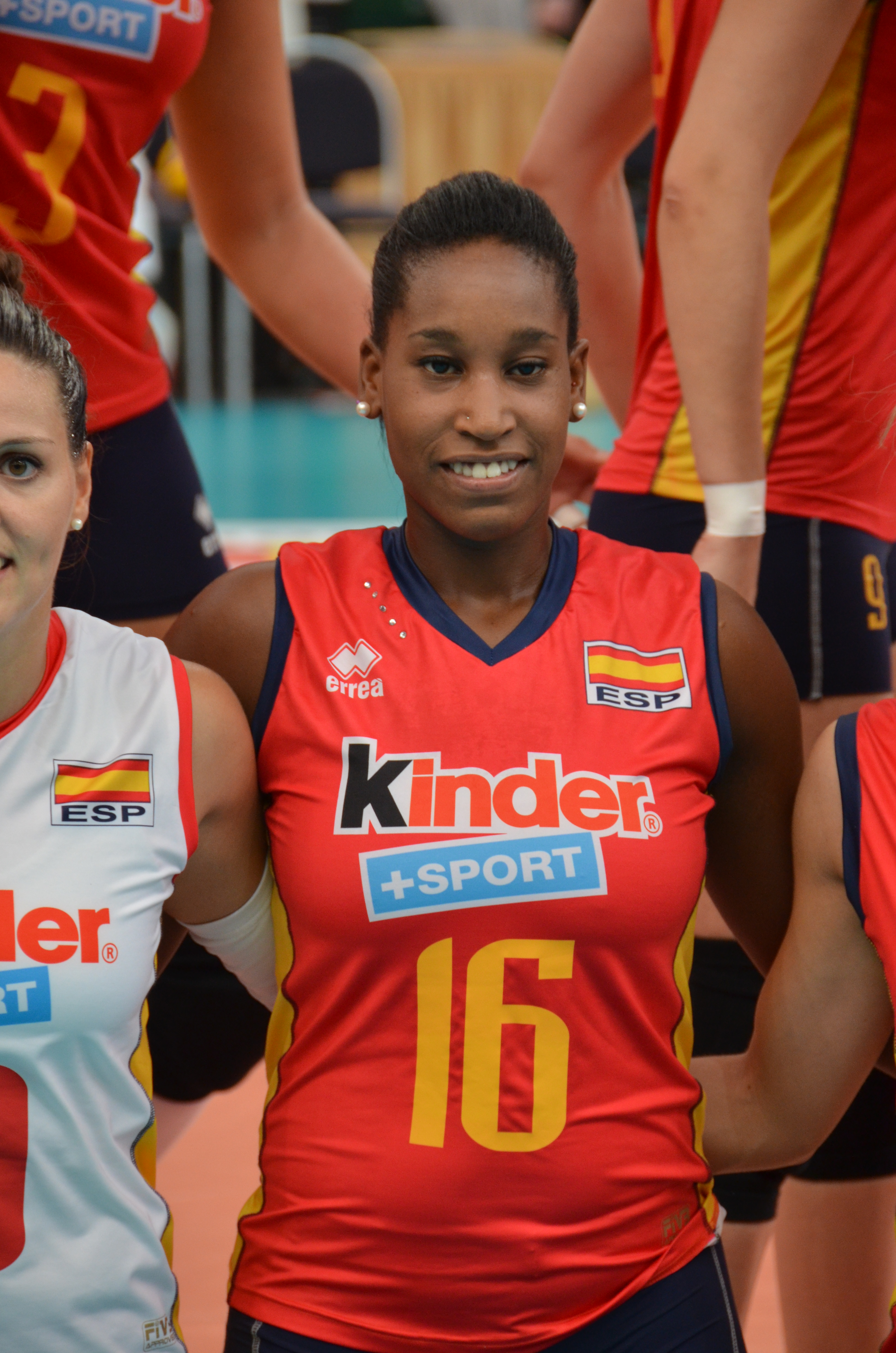
Джессика Риверо
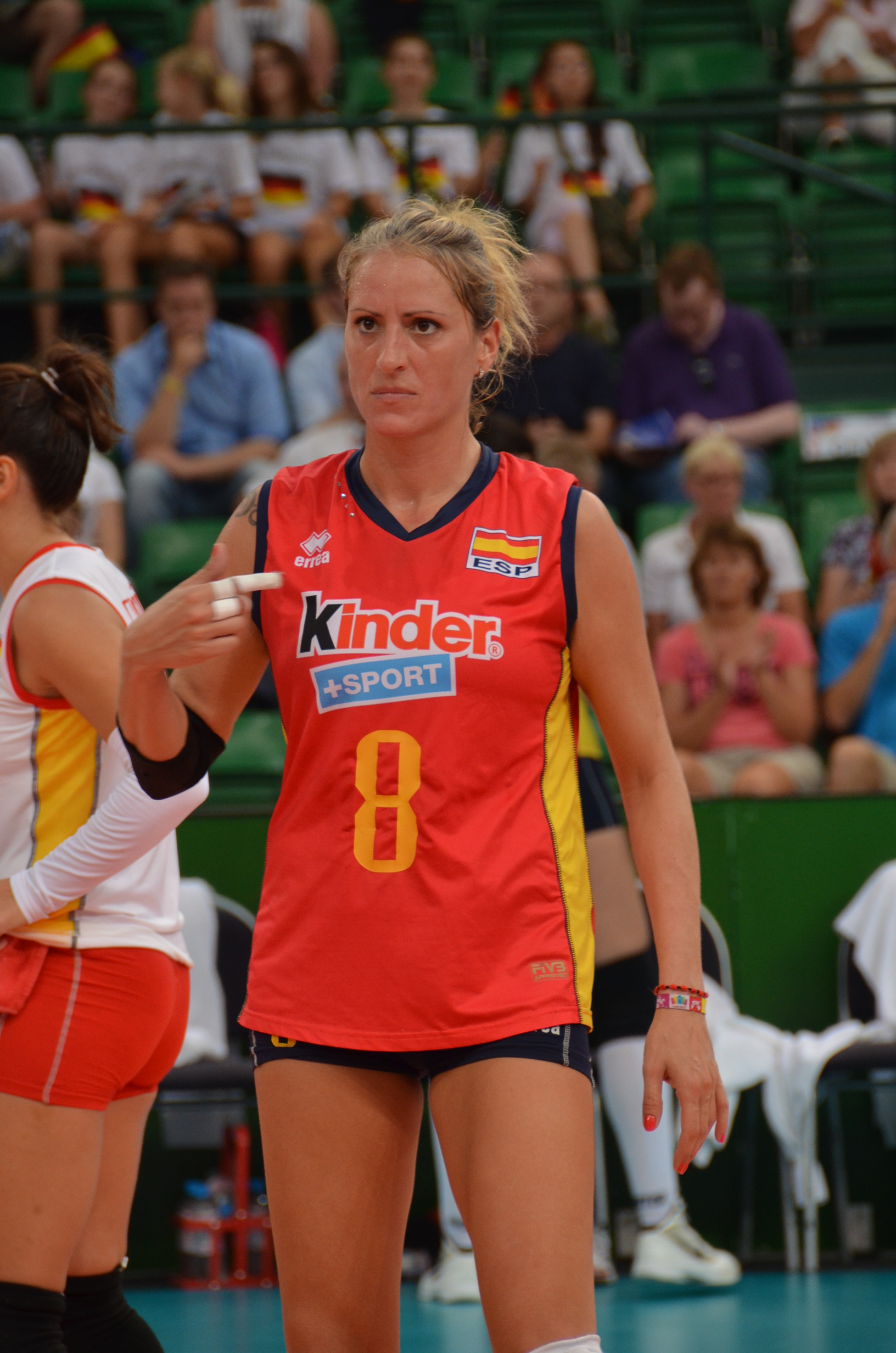
Диана Санчес
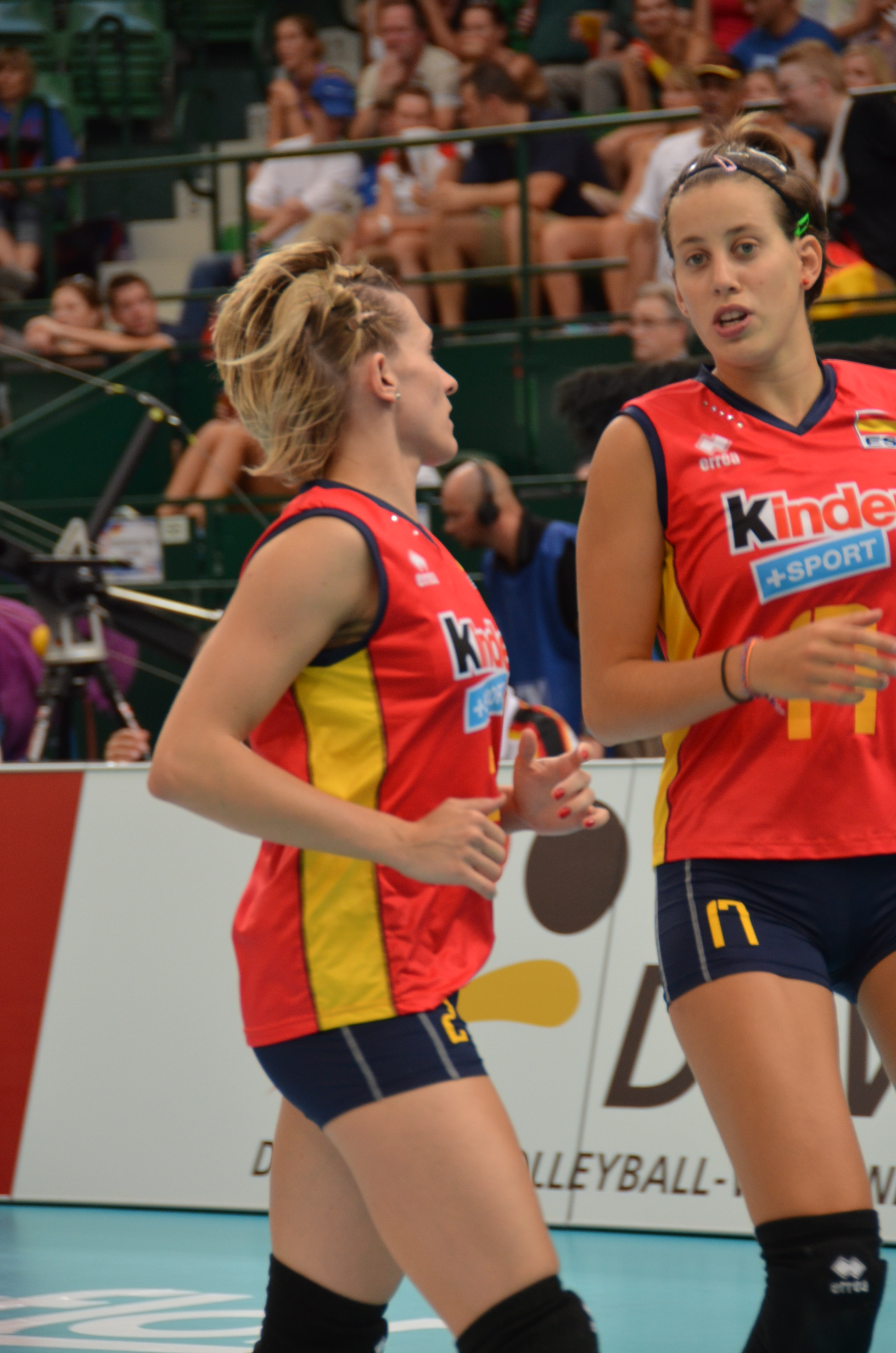
Сильвия Арако и Мария Сегура